# Еволюційні експерименти

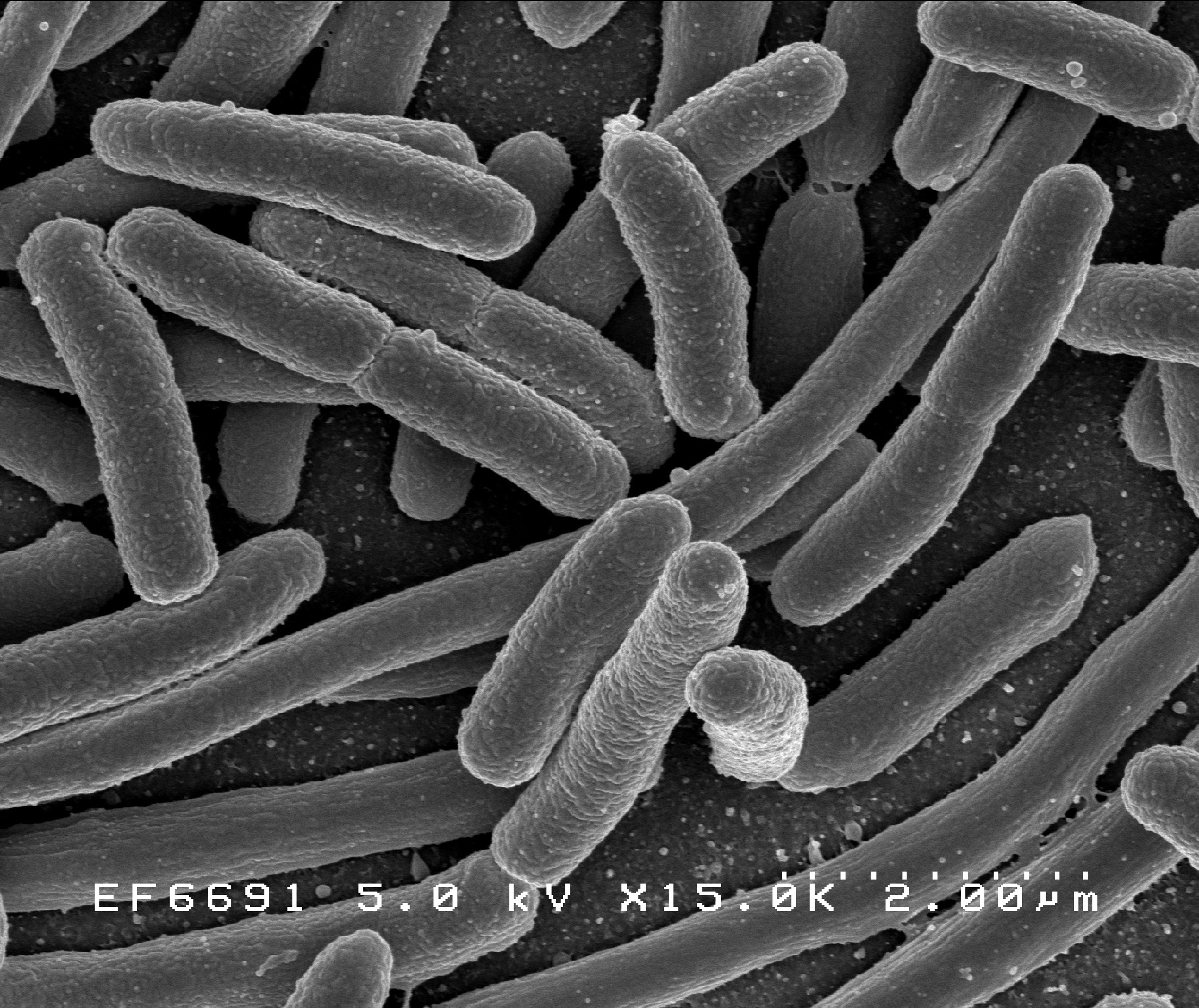
Бактерії E. coli. Знімок скануючим електронним мікроскопом

Еволюційні експерименти

## Початкові етапивидоутвореннявідтворено в експерименті на дріжджах
Біологи з Торонтського університету (Канада) провели на дріжджах досліди по штучному видоутворенню. Раніше в подібних експериментах намагалися (і часом успішно) отримати поведінкову презиготичну ізоляцію, тобто небажання представників ліній, що разійшлися, схрещуватися одна з одною. Цього разу вдалося отримати постзиготичну ізоляцію, тобто зниження життєздатності гібридів. Дріжджі, що вирощувалися протягом 500 поколінь в контрастних несприятливих умовах високої солоності або низького вмісту глюкози, виявилися постзиготично ізольованими як одні від одних, так і від предкової лінії.

## В довготривалому експерименті зафіксовано поетапне формуванняеволюційногонововведення
В ході довгострокового еволюційного експерименту на бактеріях E. coli в одній з 12 піддослідних популяцій після 31000 поколінь з'явилася нова корисна ознака — здатність живитися цитратом в аеробних умовах. Як з'ясувалося, формування еволюційного нововведення проходило в три етапи. На першому етапі («потенціювання») зафіксувалися мутації, що допомагають утилізувати цитрат, якщо він виявиться в клітині. Повторні експерименти з розмороженими представниками предкових поколінь показали, що потенціюючих мутацій було як мінімум дві: одна з'явилася після 15000 поколінь, інша після 20000. На другому етапі («актуалізація») змінилася регуляція гена citT, відповідального за поглинання цитрату із зовнішнього середовища. В результаті ген став працювати в присутності кисню, хоча в нормі у E. coli він працює тільки в анаеробних умовах. Це призвело до появи слабо вираженої «зародкової» здатності поглинати цитрат як їжу. Нарешті, на етапі «вдосконалення» нова функція була багаторазово посилена завдяки декільком дуплікаціям (подвоєнням) фрагмента хромосоми, що несе активований ген citT. Тільки після цього чисельність бактерій-мутантів збільшилася і вони стали домінувати в своїй популяції. Ймовірно, такий поетапний розвиток характерний і для інших еволюційних нововведень.

## Результати еволюційного експерименту тривалістю в 40000 поколінь
В ході унікального експерименту, що тривав понад 20 років, вдалося детально простежити еволюційні зміни, що відбувалися в популяції кишкової палички Escherichia coli протягом 40000 поколінь. У першій половині експерименту в популяції фіксувалися в основному корисні мутації, що підвищують пристосованість бактерій. Досить несподіваним результатом виявилося те, що швидкість накопичення корисних мутацій була майже сталою. Досі вважалося, що з постійною швидкістю повинні накопичуватися нейтральні мутації, а не корисні, однак в експерименті все виявилося навпаки. У середині експерименту в популяції зафіксувалася мутація, що різко підвищувала темп мутагенезу. Після цього мутації стали фіксуватися на порядок швидше, але це були в основному вже не корисні, а нейтральні мутації.

## Багатофункціональні гени — основа для еволюційних нововведень
Багато генів виконують в організмі відразу дві або більше функцій. При цьому виникає «адаптивний конфлікт»: мутації, що поліпшують одну з функцій, шкодять іншій і тому не можуть закріпитися. Біологам з Університету Дьюка (США) вдалося показати на конкретному прикладі, що дуплікація біфункціонального гена призводить до розподілу праці між виниклими копіями. Кожна з копій оптимізується для вирішення одного з двох завдань, та виконання обох функцій в результаті стає більш ефективним.

## Шкідники контролюють еволюцію рослин
У двох незалежних дослідженнях отримані експериментальні підтвердження важливої ролі рослиноїдних комах в еволюції рослин. Еволюційні експерименти на арабідопсисі Таля Arabidopsis thaliana та енотері дворічній Oenothera biennis показали, що рослини, які синтезують різні захисні речовини, отримують селективну перевагу в залежності від переважання тих чи інших шкідників. У відсутність шкідників в піддослідних популяціях поширювалися генотипи, що забезпечують прискорене зростання і підвищену конкурентоспроможність у поєднанні з ослаименою захистом від шкідників. Генофонди популяцій, які розвивалися в різних умовах, починали істотно розрізнятися вже після 1-2 поколінь. Це свідчить про те, що рослиноїдні комахи - потужний фактор відбору, здатний забезпечити швидку еволюцію і високий рівень генетичної різноманітності рослин

## Процес появи нових ферментів прослідковано в эволюційному експерименті
Експерименти на бактерії Salmonella enterica показали, що нові ферменти можуть виникати за схемою «інновація - ампліфікація - дивергенція». Спочатку у ферменту в результаті мутації з'являється додаткова каталітична активність («інновація»). Якщо нова функція виявиться корисною, відбір підтримає ампліфікація (поява додаткових копій) зміненого гена. Надалі з великою ймовірністю відбудеться поділ праці між копіями («дивергенція»): одні копії оптимізуються відбором для виконання старої функції, інші - для нової. У строгій відповідності з цією схемою з фермента, що бере участь у синтезі амінокислоти гістидину, в ході еволюційного експерименту був отриманий фермент, що каталізує один з етапів синтезу триптофану.

## Нові види рослин можна створювати за допомогою горизонтального переносу повних ядерних геномів
Німецькі і польські біологи показали, що між клітинами прищепи та підщепи може відбуватися горизонтальне перенесення не тільки пластидних геномів, а й ядерних. Прищеплюючи один до одного тютюн звичайний Nicotiana tabacum і тютюнове дерево Nicotiana glauca, вдалося отримати аллополіплоїдні клітини, що містять в одному ядрі обидва диплоїдних хромосомних набори батьківських видів. З цих клітин було вирощено повноцінні рослини, що поєднують ознаки обох батьків і здатні виробляти життєздатне насіння. За формальними критеріями ці рослини заслуговують виділення в особливий вид, що отримав назву Nicotiana tabauca.

## Статевий добір захищає від вимирання
Статеве розмноження широко поширене в природі, хоча безстатеве, здавалося б, і простіше, і ефективніше. Одна з переваг статевого розмноження імовірно полягає в тому, що воно вводить в дію особливу форму добору — статевий добір, що допомагає природному добору очищати генофонд від шкідливих мутацій. Результати семирічного еволюційного експерименту на жуках Tribolium castaneum показали, що статевий добір дійсно сприяє зменшенню генетичного тягаря і оберігає популяцію від вимирання.
Ті з піддослідних популяцій, в яких на кожну самицю було по декілька самців (тобто була можливість вибору і міг працювати статевий добір), накопичили менше рецесивних шкідливих мутацій, ніж популяції з такою ж чисельністю, але без надлишку самців.

## Різна стратегія захисту призводить до різного еволюційного відгуку
Німецькі учені поставили еволюційний експеримент, що імітує гонку озброєнь між носієм і паразитом. Роль носія дісталася нематоді Caenorhabditis elegans, а паразита — бактерії Bacillus thuringiensis. Обидва виконавці добре відомі біологам: перший — це класичний модельний об'єкт, а другий використовується як ефективний засіб біоконтролю чисельності ґрунтових нематод і комах-шкідників. Останнє визначає практичну актуальність роботи.
Експеримент показав, що в умовах пристосування нематод до інсектицидів важливо, щоб гонка озброєнь не зупинялася. Тоді бактерії позбавлятимуться від неефективних ліній, залишаючи на передовій лише найбільш інфекційні, такі, що несуть найбільше число копій генів токсинів. Якщо носій перестає захищатися, то бактерії починають виробляти все більше неінфекційних штамів. Усе це важливо враховувати при плануванні стратегії інсектицидного захисту.

## Неадаптивна фенотипічна пластичність утруднює видоутворення
У еволюційному експерименті на дрозофілах вдалося показати, що неадаптивна фенотипічна пластичність (зміни фенотипу, викликані умовами середовища і що знижують пристосованість до цих умов) може утрудняти адаптацію до несприятливих умов і видоутворення. Виявилось, що мухи, що прожили 10 поколінь на збідненому середовищі на основі крохмалю, програють в конкуренції на цьому середовищі «контрольним» мухам, які жили на нормальному, багатому середовищі, і навпаки: на багатому середовищі крохмальні мухи демонструють більш високу пристосованість, ніж контрольні. Проте після того, як крохмальним мухам дозволили одне покоління прожити на нормальному кормі, вони продемонстрували рекордну пристосованість до крохмального корму.
Мабуть, у крохмальних мух виробилися адаптації до життя на голодному середовищі, але ці адаптації маскуються «ефектом голодної матері»: самиці, що виросли на крохмалі, відкладають яйця з меншою кількістю поживних речовин і в результаті програють в конкуренції на крохмальному середовищі ситим чужакам. Отримані результати показують, що неадаптивна фенотипічна пластичність і материнський ефект («ефект голодної матері») можуть перешкоджати екологічній сегрегації (розбіжності по нішах) і видоутворенню, дозволяючи мігрантам із сприятливих місць життя перемагати в конкуренції на несприятливих субстратах у місцевих особин, що вже мають адаптації до них.

## В ході еволюційного експеримента патогенний гриб перетворився на корисного симбіонта
Еволюційні експерименти, проведені сінгапурськими біологами, показали, що потенційно патогенний гриб Candida albicans всього за кілька тижнів життя в кишечнику миші може перетворитися на корисного симбіонта, що захищає носія від грибних і бактеріальних інфекцій за допомогою активації систем вродженого імунітету. Ця еволюційна трансформація відбувається за умови, що бактерії в мишачому кишечнику були попередньо знищені антибіотиками. За відсутності конкуренції з боку бактерій відбір підтримує мутації, що позбавляють гриб здатності утворювати гіфи і попутно надають йому властивості, потенційно корисні для носія. При наявності в кишечнику нормальної бактеріальної мікрофлори ті ж самі мутації роблять гриб неконкурентоспроможним. Тому якщо не годувати мишу антибіотиками, то гриб, в залежності від віку миші, або взагалі не виживає в її кишечнику, або виживає, але не еволюціонує в корисного симбіонта.

## Ресурси Інтернету
- Richard E. Lenski Hannah Distinguished Professor Michigan State University [Архівовано 18 вересня 2012 у Wayback Machine.] — Сторінка Річарда Ленські на сайті Університету штату Мічиган. Тут стоіть динамічний лічильник, який показує, скільки поколінь бактерій змінилось в триваючому експерименті по еволюцій E. coli. На 26 листопада 2010 року — 51800 поколінь.
- Bacteria make major evolutionary shift in the lab [Архівовано 9 жовтня 2008 у Wayback Machine.] Bob Holmes New Scientist 09 June 2008
- E. coli Long-term Experimental Evolution Project Site [Архівовано 27 липня 2017 у Wayback Machine.]
- Evolution: Past, Present and Future Richard Lenski
- List of publications on the experiment
- Генетические мутации ускоряют сами себя [Архівовано 26 травня 2010 у Wayback Machine.].
- J. Lederberg Isolation and Characterization of Biochemical Mutants of Bacteria [Архівовано 7 березня 2010 у Wayback Machine.].
- В долгосрочном эволюционном эксперименте выявлен отбор на «эволюционную перспективность» [Архівовано 24 травня 2015 у Wayback Machine.]